# پابلو بلانکو
پابلو بلانکو (انگلیسی: Pablo Blanco؛ زادهٔ ۱۵ دسامبر ۱۹۵۱) بازیکن فوتبال اهل اسپانیا است.
از باشگاه‌هایی که در آن بازی کرده‌است می‌توان به باشگاه فوتبال سویا اشاره کرد.
وی همچنین در تیم ملی فوتبال زیر ۲۳ سال اسپانیا بازی کرده‌است.